# کاپوسین
کاپوسین (فرانسوی: Capucine‎؛ ‏ ۶ ژانویهٔ ۱۹۲۸ – ۱۷ مارس ۱۹۹۰) یک بازیگر و مانکن اهل فرانسه بود.
از فیلم‌ها یا برنامه‌های تلویزیونی که وی در آنها نقش داشته‌است می‌توان به ستیریکون، آفتاب سرخ، پلنگ صورتی، نفرین پلنگ صورتی، ردپا پلنگ صورتی، دلیریوم، مارسی‌یز، پری‌ها و تازه چه خبر پوسی‌کت؟ اشاره کرد.
وی در سن ۶۲ سالگی دست به خودکشی زد.